# Caccobius torticornis
Caccobius torticornis là một loài bọ cánh cứng trong họ Bọ hung (Scarabaeidae).